# Philippe Meyer (journaliste)
Pour les articles homonymes, voir Meyer et Philippe Meyer.
Philippe Meyer, né le 25 décembre 1947 à Germersheim (Allemagne), est un journaliste (chroniqueur), humoriste, écrivain, homme de radio et de télévision français. Animateur des émissions hebdomadaires La prochaine fois je vous le chanterai sur France Inter et L'Esprit public sur France Culture jusqu'à l'été 2017, il produit et présente par la suite Le Nouvel Esprit public, une émission en baladodiffusion en partenariat avec l'hebdomadaire Le 1 et le studio de podcasts Nouvelles Écoutes.

## Biographie

### Études et voyages
Philippe Meyer suit des études de droit et de sociologie à l'université Paris-Nanterre à partir de 1965. Pendant ses études, il travaille comme éducateur dans un club de prévention de la délinquance juvénile à Paris. À Nanterre, il préside en novembre 1967 le comité de grève, dans lequel il parvient à rassembler des étudiants syndiqués (conduits par Yves Stourdzé et Jean-François Godchau) et non syndiqués. En mai 68, il milite  aux côtés de Paul Ricœur, figure emblématique de la réforme de l'Université, avec un groupe composé de militants d'obédience chrétienne et de membres d'un comité d'action qui devient le mouvement « Nous sommes en marche » (1968-1972) et publie un bulletin radical d'inspiration libertaire. Après « les événements », il s’intéresse de plus en plus à la sociologie.
À l'automne 1968, grâce à une bourse de l'Office franco-québécois pour la jeunesse, il effectue un séjour de plusieurs mois au Québec pour y étudier les réponses qu’on y apporte aux questions posées par la délinquance juvénile. Il se passionne pour les transformations que vit ce pays, sa chanson, son cinéma, sa littérature, sa poésie. Il se lie avec les fondateurs du Parti québécois comme René Lévesque, des cinéastes comme Denys Arcand, des syndicalistes comme Michel Chartrand ou des chanteurs comme Gilles Vigneault. Pendant 15 ans, il revient à Montréal une ou plusieurs fois par an.
Comme le rapporte Louis Joinet, juriste et haut magistrat, conseiller de plusieurs Premiers ministres dans son livre Mes raisons d'État. Mémoires d'un épris de justice et dans l'émission de Jean Lebrun La Marche de l'Histoire du 10 janvier 2013, trois mois après le coup d'état du général Pinochet, Philippe Meyer accomplit à Santiago pour le syndicat de la magistrature et magistratura democratica une mission de contact avec la résistance démocratique chilienne et les défenseurs des droits. Pour exécuter cette mission, il se fait embaucher pour mener une étude sur la pêche. Il dénonce également l'utilisation de la psychiatrie par la police dans les États communistes.
En 1977, sous la direction d'Annie Kriegel et de Philippe Ariès, il soutient sa thèse de doctorat, « L'Enfant et la raison d'État », une histoire et une sociologie des politiques publiques face à l'enfance irrégulière (délinquants, malades mentaux, etc.). Il est par ailleurs chercheur au Centre de santé mentale du professeur Philippe Paumelle. En 1980, en désaccord avec la réforme menée par Alice Saunier-Seïté qui aboutit à la suppression du statut des chercheurs « hors-statut » (indépendants), il décline une invitation à entrer au CNRS et devient journaliste.

### Carrière de journaliste
Pendant plusieurs années, il anime le Journal à plusieurs voix de la revue Esprit et collabore successivement à L'Express (1980-1986), au Point, à L'Événement du jeudi (1991-1994) et de nouveau au Point (1994-2002).
À la radio, il travaille à partir de mars 1982 pour des stations de service public. Il anime de nombreuses émissions sur France Culture, France Inter et France Musique, parfois simultanément, sur des thèmes très variés (musique classique et chansons, histoire des idées, déchiffrage de l'information, des médias et de l'actualité). On peut citer :
- Télescopages (France Inter), de 1982 à 1989 ;
- Allegro serioso (France Culture), diffusé le samedi à 18 h 50 dans les années 1984-1995 ;
- Libre examen (France Culture), diffusé le samedi à 18 h 50 dans les années 1995-1998 ;
- une chronique quotidienne (France Inter), diffusée à 7 h 45 entre 1989 et 2000 : ces billets humoristiques commencent invariablement par la formule « Heureux habitants de (suivi du nom d'un département différent chaque jour) et des autres départements français… » et se termine par « Nous vivons une époque moderne »[8] ou « Le progrès fait rage », dont il tire plusieurs livres. Il réalise aussi le portrait de l'invité politique jusqu'en octobre 1999 ;
- de 1998 à 2017 : L'Esprit public (France Culture), diffusée le dimanche matin entre 11 heures et midi ; puis en podcast, à partir de septembre 2017, sous le titre : Le Nouvel Esprit public ;
- La prochaine fois, je vous le chanterai[9] (France Inter), diffusée le dimanche, puis le samedi de midi à 13 heures, émission musicale hebdomadaire dans laquelle le journaliste partage avec les auditeurs sa passion pour la chanson française, de septembre 2000 à juin 2016[10]
- de septembre 2010 à juillet 2014[11]: une chronique quotidienne dans Les Matins de France Culture (France Culture), La Chronique du toutologue ; chaque chronique débute presque invariablement par « Auditeur sachant auditer, ça n'est pas pour me vanter, mais… »[12].

Il reçoit en 1994 le prix Richelieu.
À la télévision, de 1986 à 1988, il anime sur M6 une émission consacrée à la musique classique (Revenez quand vous voulez), réalisée par Cyril Collard puis sur Arte Anicroches. Pendant quelques mois (2000-2001), il se fait portraitiste de l'invité de l'émission L'Heure de vérité, développant son sens de la formule et son talent de pamphlétaire. Il collabore aussi à des documentaires pour la télévision, notamment le fameux De Nuremberg à Nuremberg, de Frédéric Rossif, dont il rédige et enregistre le texte.
De 1984 à 2007, il est maître de conférences à Sciences Po. Il y enseigne d'abord la sociologie des médias puis, à partir de 1997, y anime un séminaire consacré à Paris, son histoire et ses problématiques urbaines contemporaines. En 2016-2017, il dirige un séminaire sur ce thème à l'École nationale supérieure des mines de Paris.
Acteur au cinéma (Ça commence aujourd'hui, Laissez-passer de Bertrand Tavernier) et à la télévision (série télévisée Maigret, les épisodes Un échec de Maigret et Signé Picpus), Philippe Meyer interprète également ses propres textes sur scène : Causerie, un monologue sur l'humour, joué au théâtre Mouffetard en 1997, puis au théâtre de la Ville en 1999 ; Paris la Grande (2001), spectacle de textes et de chansons consacrés à Paris, écrit à la demande du Théâtre de la Ville ; L'Endroit du cœur (avec vue sur l'envers), une pièce de théâtre sur le thème de l'absence, mise en scène par Jean-Claude Penchenat. Pour la Comédie-Française (Studio Théâtre), il écrit et dirige en octobre 2010 Chansons des jours avec et chansons des jours sans, puis Chansons défendues et au Théâtre éphémère Nos meilleurs souvenirs.
Il présente sa candidature à l'Académie française pour l'élection au fauteuil 40 le 8 décembre 2011 et obtient 10 voix au premier tour, se trouvant en tête, puis passe à trois voix puis cinq aux deux tours suivants, tandis que l'élection est finalement blanche. Il renouvelle sa candidature au fauteuil 33, le 18 avril 2013, et réunit huit voix contre quinze à Dominique Bona, qui est élue au premier tour. Il est candidat une troisième fois, en 2014, au fauteuil de François Jacob, mais n'obtient que deux voix au troisième tour, Marc Lambron étant élu.
Le 26 mars 2015, alors que Radio France connaît sa plus longue grève, Philippe Meyer publie dans le Monde une tribune intitulée Il faut stopper la dérive de Radio France.
Le 29 mai 2017, Philippe Meyer annonce en direct son limogeage par Radio France lors de son émission L'Esprit public sur France Culture,,,. L'émission L'Esprit public est maintenue et est animée après son départ par la journaliste Émilie Aubry puis par Patrick Cohen et enfin par Hervé Gardette depuis septembre 2023. De son côté, Philippe Meyer créée une nouvelle émission en podcast : Le Nouvel Esprit public.

#### Le Nouvel Esprit public
Le 28 mai 2017, Philippe Meyer annonce donc en préambule à l'Esprit Public du jour que l'émission ne sera pas reconduite à la rentrée de septembre 2017 et lit la lettre qu'il a reçue de la direction de Radio France. Deux pétitions, sont lancées pour demander au président de Radio France, Mathieu Gallet, et à la directrice de France Culture, Sandrine Treiner, de revenir sur leur décision et de maintenir L'Esprit public sur l'antenne de France Culture.
Le 10 septembre 2017, France Culture, après avoir écrit dans la lettre de licenciement de Philippe Meyer que « l’Esprit public ne sera pas reconduit à la rentrée », diffuse finalement, sous le même titre et sur la même tranche horaire, l'émission dirigée par la journaliste Émilie Aubry. Après la création par Philippe Meyer d’un podcast baptisé Le Nouvel Esprit public, Radio France lui intente un procès pour « contrefaçon de marque » et lui réclame l’argent récolté pour financer ce podcast. En première instance, puis en appel, Radio France est déboutée,.
Les intervenants en sont :
- Nicolas Baverez, essayiste et ancien collaborateur de Philippe Séguin
- Jean-Louis Bourlanges, énarque, député
- François Bujon de l'Estang, ambassadeur de France, ancien ambassadeur aux États-Unis
- Béatrice Giblin, ancienne directrice de l'Institut français de géopolitique et de la revue Hérodote
- Nicole Gnesotto, normalienne (Cachan), titulaire de la chaire Union européenne au CNAM
- Éric Le Boucher, éditorialiste aux Échos et cofondateur de Slate.fr
- Marc-Oliver Padis, normalien, directeur des études de la fondation Terra Nova
- Lucile Schmid, énarque, membre du comité de rédaction de la revue Esprit
- Richard Werly, journaliste suisse du quotidien suisse Le Temps et collaborateur de Libération
- Michaela Wiegel (de), journaliste, correspondante à Paris de la Frankfurter Allgemeine Zeitung
- Lionel Zinsou, ancien Premier ministre du Bénin
- Michel Winock, historien
- Matthias Fekl, ancien ministre et avocat
- Isabelle de Gaulmyn, rédactrice en chef à La Croix
- David Djaïz, essayiste.
- Akram Belkaïd, journaliste au Monde Diplomatique

### Engagements
À 17 ans il est séduit par Michel Rocard et son discours sur la « modernisation », et participe à ses campagnes législatives de 1967, 1968 et 1969 et à sa campagne pour l'élection présidentielle de 1969. Il devient son ami, et c'est Michel Rocard qui lui remettra en novembre 2012 les insignes de commandeur de la Légion d'honneur. Plus tard il milite avec Michel Foucault au Groupe d'information des prisons, participant à son séminaire au Collège de France.

#### L'«affaire Duhamel»
Le 15 février 2007, deux des employeurs du journaliste Alain Duhamel (France Télévisions et RTL) décident de suspendre la présence de celui-ci à l'antenne jusqu'à la fin de la campagne présidentielle française pour avoir exprimé, lors d'une réunion organisée à l'Institut d'études politiques de Paris, devant les « Jeunes UDF », sa préférence pour François Bayrou. Philippe Meyer réagit et s'inquiète de ce que « n'importe quel journaliste amené, comme tout le monde, à exprimer ses choix […] peut se retrouver dans la même situation ». À l'antenne de France Culture, le 25 février 2007, il appelle donc les journalistes chargés des affaires publiques à déclarer « sans haine et sans crainte pour quel candidat ils penchent ». Il ajoute « c'est en vertu de cette analyse que je déclare que, si je devais me rendre aux urnes ce dimanche, je voterais pour François Bayrou ». Dans cette logique, il accepte, sans devenir membre du MoDem, de prendre la tête de la liste présentée dans le 5e arrondissement de Paris par le mouvement de François Bayrou lors des élections municipales de 2008.

#### Les élections municipales de 2008 avec François Bayrou
Le 10 janvier 2008, le MoDem annonce que Philippe Meyer sera tête de liste, pour les élections municipales de 2008, dans le 5e arrondissement de Paris. Il obtient 14,3 % des voix au premier tour. Le Parti socialiste ayant refusé l'alliance, il maintient sa candidature au second tour, où il réunit 10,9 % des suffrages, face à Jean Tiberi (45 %) et Lyne Cohen-Solal (44,1 %). Cette dernière lui reproche d'avoir, par son maintien, contribué à la réélection de Jean Tibéri pour un cinquième mandat de maire du 5e — alors que l'arrondissement aurait pu, à cette occasion et selon elle, changer de bord politique. Lyne Cohen-Solal n'avait toutefois pas accepté l'offre de Philippe Meyer d'un accord programmatique en vue du second tour.

#### Campagne présidentielle de 2017
Philippe Meyer aurait proposé son aide à l'équipe du candidat Emmanuel Macron pour organiser une rencontre avec des acteurs du secteur culturel,.

### Associations
- Il préside l'association pour la renaissance du Vieux Palais, qui a pour vocation de faire vivre ce monument emblématique d'Espalion (Aveyron), et organise à ce titre chaque année entre octobre et mai une saison musicale dont les concerts ont lieu dans plusieurs villes du département et à Aurillac (Cantal). Les concerts sont précédés et suivis d'actions pédagogiques en partenariat avec l'éducation nationale et le conservatoire départemental[33].
- Il préside à partir de 2011 les « Rencontres des cépages modestes[34] » qui ont lieu chaque année en novembre à Saint-Côme-d'Olt dans l'Aveyron, manifestation rassemblant vignerons, cavistes, œnologues, sommeliers, amateurs et curieux[35].
- De 2006 à 2010, il préside la commission de terminologie et de néologie au ministère de la Culture[5].
- De 2014 à 2018, il est président du festival international du théâtre de rue d'Aurillac, fondé en 1986 par Michel Crespin, succédant à l'ancienne ministre de la Culture Catherine Tasca[5]. Il démissionne en décembre 2018 à la suite d'un désaccord avec le Directeur régional des affaires culturelles à qui il reproche d'imposer un candidat au mépris des engagements pris par l'État[36].

### Acteur
Il joue dans deux films de Bertrand Tavernier, Ça commence aujourd'hui  et Laissez-passer, dans le 44e épisode Signé Picpus de la série Maigret de Jacques Fansten, ainsi que dans plusieurs pièces de théâtre.
Entre novembre et juin 2019, il interprète à Paris, au théâtre de l'Athénée, puis au théâtre du Lucernaire, « Ma Radio : Histoire amoureuse », une apologie de la radio, mise en scène par Benoit Carré avec l'accordéoniste Jean-Claude Laudat. Ce spectacle est repris en juillet 2019 au théâtre du Chêne noir à Avignon. Il écrit ensuite une seconde version de son Paris la Grande, qu’il interprète en 2022 au théâtre du Lucernaire, toujours avec Jean-Claude Laudat, dans une mise en scène de Benoit Carré.

## Ouvrages
Essais
- L'Enfant et la Raison d'État, Paris, Le Seuil, 1977
- Justice en miettes avec Hubert Lafont, Paris, PUF, 1980
- Le Nouvel Ordre gendarmique avec Hubert Lafont, Paris, Le Seuil, 1980
- Pointes sèches, Paris, Le Seuil, 1993, coll. Points, 152 p.  (ISBN 2-02022-508-5)
- Eaux-fortes, Paris, Flammarion, 1995 ; éd. poche, Paris, Hachette, coll. Le Livre de poche
- Démolition avant travaux, Paris, Robert Laffont, 2002 ; éd. poche, Paris, Pocket, 2004
- Brusque Chagrin, Paris, Fallois, 2005 ; éd. poche, Paris, Hachette, coll. Le Livre de Poche, 2007
- Sanguines : croquis politiques, Paris, Robert Laffont, 2011  (ISBN 9782221123263)[40]
- La prochaine fois, je vous l'écrirai... (Croquis et portraits), Paris, Les Arènes, 2024  (ISBN 1037511751)

Humour
- Le communisme est-il soluble dans l'alcool ? en collaboration avec son frère Antoine Meyer, 1978, Paris, Le Seuil, coll. « Essais »  (ISBN 2-02004-914-7)

Recueils de chroniques
- Heureux habitants de l'Aveyron et des autres départements français, Paris, Le Seuil, 1990
- Ça n'est pas pour me vanter, Paris, Le Seuil, 1991
- Nous vivons une époque moderne, Paris, Le Seuil, 1992
- Dans le huis-clos des salles de bains, Paris, Le Seuil, 1993
- Chroniques matutinales, Paris, Le Seuil, 1994
- Portraits acides et autres pensées édifiantes, Paris, Le Cherche midi, 1999
- Du futur faisons table rase (chroniques), Paris, Gallimard, 2000
- Le ciel vous tienne en joie. Chroniques du toutologue, Paris, Fallois, 2013

Sur la France et sur Paris
- Dans mon pays lui-même, Paris, Flammarion, coll. Documents, 1993, 220 p.  (ISBN 2-08066-825-0)
- Paris la Grande, Paris, Flammarion, 1997; éd. poche, Paris, Gallimard, coll. Folio, 2000
- Un Parisien à travers Paris, Paris, Robert Laffont, 2009
- Les Gens de mon pays, Paris, Robert Laffont, 2014  (ISBN 978-2221137062))

Divers
- Québec, Paris, Le Seuil, coll. Petite Planète, 1980

## Décorations
- Commandeur de la Légion d'honneur le 13 juillet 2012 (officier du 28 mars 2005)[41]
- Grand officier de l'ordre national du Mérite le 2 mai 2017 (chevalier du 6 novembre 1990)[42]
- Commandeur de l'ordre des Arts et des Lettres en 2003 (en tant que membre du conseil de l'ordre)
- Chevalier de l'ordre des Palmes académiques[43]
- Chevalier de l'ordre du Mérite agricole